# Engagement de Montréal
Vous pouvez aider à l'améliorer ou bien discuter des problèmes sur sa page de discussion.
- Son texte doit être wikifié : il ne correspond pas à la mise en forme Wikipédia (style, typographie, liens internes, liens entre les wikis, etc.). (Marqué depuis janvier 2023)
- Les conventions bibliographiques ne sont pas respectées. La bibliographie et les liens externes sont à corriger. (Marqué depuis janvier 2023)
- Son ton est trop promotionnel ou publicitaire, voire hagiographique. Le texte doit adopter un ton neutre et encyclopédique. (Marqué depuis janvier 2023)

Déclaration d'Édimbourg Pacte pour la nature urbaine de Berlin
L'Engagement de Montréal est un engagement de villes et métropoles visant à poursuivre et accélérer leurs efforts pour préserver la biodiversité et les écosystèmes. 
Lancé dans le cadre de la Conférence de Montréal de 2022 sur la biodiversité (COP15) par la mairesse de Montréal et ambassadrice mondiale ICLEI pour la biodiversité locale Valérie Plante, l'Engagement de Montréal demande la réalisation de 15 actions concrètes, regroupées en 3 axes : 
- réduire les menaces à la biodiversité ;
- partager les bienfaits de la biodiversité ;
- solutions, gouvernance, gestion et éducation.

Cet Engagement témoigne de la volonté des villes d'en faire davantage pour contribuer aux efforts mondiaux de protection de la diversité biologique. En tant que gouvernements de proximité, les villes sont les premières à subir les conséquences de la perte de biodiversité et celles qui ont la capacité d'action la plus rapide et flexible pour freiner ce déclin. 

## Contexte d'adoption
Lors de la COP 15 sur la biodiversité, qui a eu lieu à Montréal du 7 au 19 décembre 2022, les pays du monde ont adopté le Cadre mondial de la biodiversité de Kunming-Montréal. À l’approche de ce grand rendez-vous, la Ville de Montréal a appelé les villes à s'engager elles aussi à protéger la biodiversité et les écosystèmes. La mairesse de Montréal, Mme Valérie Plante, a invité les villes et métropoles à s’engager à accomplir 15 actions concrètes, cohérentes avec le Cadre mondial de la biodiversité de Kunming-Montréal. 
Les actions contenues dans l'Engagement sont également cohérentes avec l’initiative CitiesWithNature de l'ICLÉI et l’Accélérateur pour la nature urbaine du C40 Climate Leadership Group.  
Les villes signataires de l’Engagement de Montréal démontrent leur engagement et invitent les villes du monde entier à faire de même, afin d’inverser la tendance et protéger notre biodiversité. L'Engagement de Montréal précise la contribution directe des villes du monde au succès du Cadre mondial de la biodiversité de Kunming-Montréal. 
L'Engagement de Montréal fait suite à la Déclaration d'Édimbourg sur la biodiversité, signée en 2020 par plusieurs centaines de collectivités locales, qui reconnaissait l’urgence d’agir et affirmait la volonté des villes et des gouvernements locaux à en faire plus au cours de la prochaine décennie. L'Engagement de Montréal est également complémentaire avec le futur Pacte pour la nature urbaine de Berlin, présentement en conception, qui viendra articuler des indicateurs et mesures précises pour ancrer la nature en ville. 

## 15 actions pour la biodiversité
Les 15 actions de l'Engagement de Montréal permettent aux villes signataires de guider leurs décisions afin que celles-ci contribuent à freiner la perte mondiale de la diversité biologique, à protéger les écosystèmes et à favoriser des solutions fondées sur la nature. Les actions de l'Engagement de Montréal sont : 
Réduire les menaces à la biodiversité
1. Intégrer la biodiversité à la planification territoriale et réglementaire;
2. Rétablir et restaurer les écosystèmes et leur connectivité;
3. Conserver les milieux naturels existants grâce à des systèmes de zones protégées et d’autres mesures efficaces et équitables;
4. Assurer la conservation et le rétablissement des espèces vulnérables, sauvages et domestiques, et gérer efficacement leurs interactions avec l’humain;
5. Contrôler ou éradiquer les espèces exotiques envahissantes afin d’éliminer ou de réduire leurs impacts;
6. Réduire la pollution de toutes les sources à des niveaux qui ne nuisent pas à la biodiversité, aux fonctions des écosystèmes et à la santé humaine;
7. Viser l’élimination des déchets plastiques;
8. Viser la réduction de l’utilisation des pesticides du deux tiers au moins;
9. Contribuer aux mesures d’atténuation et d’adaptation aux changements climatiques grâce à des approches fondées sur les écosystèmes;

Partager les bienfaits de la biodiversité
1. Viser à ce que les zones d’agriculture, d’aquaculture et de sylviculture urbaines soient accessibles, gérées durablement et contribuent à la sécurité alimentaire;
2. Prioriser les solutions basées sur la nature en matière de protection contre les aléas et événements climatiques extrêmes et de régulation de la qualité de l’air et de l’eau;
3. Augmenter la superficie des espaces verts et bleus et améliorer l’accès équitable à ces espaces;

Solutions, gouvernance, gestion et éducation
1. Intégrer la biodiversité dans les cadres de gouvernance et les politiques publiques, et accroître les ressources financières allouées à sa conservation et à sa gestion durable;
2. Contribuer, par l’éducation et la participation citoyenne, à ce que les populations et les entreprises soient encouragées à faire des choix responsables envers la biodiversité et aient les moyens et les connaissances pour le faire;
3. Assurer la participation équitable et effective des peuples autochtones et des communautés locales à la prise de décisions et au processus d’acquisition et de transmission des connaissances.

## Villes signataires
|    | Ville                    | Pays           |
| -- | ------------------------ | -------------- |
| 1  | Montréal                 | Canada         |
| 2  | Paris                    | France         |
| 3  | Londres                  | Royaume-Uni    |
| 4  | Tokyo                    | Japon          |
| 5  | Bogota                   | Colombie       |
| 6  | Santiago                 | Chili          |
| 7  | Berlin                   | Allemagne      |
| 8  | Buenos Aires             | Argentine      |
| 9  | Copenhague               | Danemark       |
| 10 | Freetown                 | Sierra Leone   |
| 11 | Dakar                    | Sénégal        |
| 12 | Helsinki                 | Finlande       |
| 13 | Rabat                    | Maroc          |
| 14 | Lisbonne                 | Portugal       |
| 15 | Reykjavik                | Icelande       |
| 16 | Sao Paulo                | Brésil         |
| 17 | Barcelone                | Espagne        |
| 18 | Melbourne                | Australie      |
| 19 | Washington DC            | États-Unis     |
| 20 | Los Angeles              | États-Unis     |
| 21 | Toronto                  | Canada         |
| 22 | Phoenix                  | États-Unis     |
| 23 | Austin                   | États-Unis     |
| 24 | Sydney                   | Australie      |
| 25 | Yokohama                 | Japon          |
| 26 | eThekwini (Durban)       | Afrique du Sud |
| 27 | Milan                    | Italie         |
| 28 | Quezon City              | Philippines    |
| 29 | Nagoya                   | Japon          |
| 30 | Curitiba                 | Brésil         |
| 31 | Marseille                | France         |
| 32 | Sendai                   | Japon          |
| 33 | Mississauga              | Canada         |
| 34 | Boston                   | États-Unis     |
| 35 | Vancouver                | Canada         |
| 36 | Glasgow                  | Royaume-Uni    |
| 37 | Malaga                   | Espagne        |
| 38 | Ville de Québec          | Canada         |
| 39 | Manchester               | Royaume-Uni    |
| 40 | Lyon                     | France         |
| 41 | Laval                    | Canada         |
| 42 | Utrecht                  | Pays-Bas       |
| 43 | Gatineau                 | Canada         |
| 44 | Bordeaux                 | France         |
| 45 | Longueuil                | Canada         |
| 46 | Windsor                  | Canada         |
| 47 | Sherbrooke               | Canada         |
| 48 | Lévis                    | Canada         |
| 49 | Trois-Rivières           | Canada         |
| 50 | Terrebonne               | Canada         |
| 51 | Saint-Jean-sur-Richelieu | Canada         |
| 52 | Brossard                 | Canada         |
| 53 | MRC Brome-Missisquoi     | Canada         |
| 54 | Sado                     | Japon          |
| 55 | Bécancour                | Canada         |
| 56 | Chambly                  | Canada         |
| 57 | La Sarre                 | Canada         |
| 58 | Sainte-Julie             | Canada         |
| 59 | Nicolet                  | Canada         |
| 60 | Fossambault-sur-le-Lac   | Canada         |

## Dans les médias
- Major cities join Plante in vowing to protect nature ahead of COP15 gathering
- COP15: 47 villes adhèrent à l'Engagement de Montréal
- COP15: Près d'une cinquantaine de villes s'unissent à Montréal
- COP15: Montreal mayor calls on cities to take 'Montreal Pledge' to protect biodiversity at local level
- Cities across Quebec and around the world adopt Montreal Pledge to preserve ecosystems
- Montreal launches biodiversity pledge for cities ahead of United Nations conference
- COP15: 47 villes adhèrent à l’Engagement de Montréal
- COP 15 : Curitiba au Brésil et Montréal au Canada, deux villes qui s'engagent pour la protection de la biodiversité